# 過海隧道巴士952線
過海隧道巴士952線是香港一條來往屯門（置樂花園）及銅鑼灣（摩頓台）的過海隧道巴士路線，由城巴有限公司經營，途經青山灣至深井一段青山公路及三號幹線往返港島區之中上環、金鐘及灣仔，全程收費為$21.8。952線前身為過海隧道巴士962B線，因應城巴於2022年7月25日重組屯門區過海隧道巴士服務而更改編號。
952線設下特別班次952C（前稱962E線）、952P（前稱962S線）和深宵班次N952（前稱962N線）線，當中952C線只於星期一至五早上繁忙時間由掃管笏開往太古（康怡廣場），以及星期一至五黃昏繁忙時間則由鰂魚涌（新威園）開往掃管笏，取道介乎掃管笏及深井一段青山公路、三號幹線及告士打道往返港島東區的炮台山及北角，回程並加經中環；而952P和N952線起訖點和主路線952相同，但前者只於星期一至六早上繁忙時間提供往銅鑼灣方向之服务，在駛至大欖涌後便直接駛上屯門公路而不經青龍頭及深井；後者只於每天深宵及清晨提供單向服務，行車路線及停站安排皆與日間路線952相若，但來回程繞經掃管笏路並於往港島方向加停金鐘道近統一中心，往屯門方向的終點則設於青山公路－青山灣段近置樂花園而不入位於青海圍的置樂花園巴士總站。

## 歷史
過往過海隧道巴士962線在上午繁忙時段共設有8條輔助路線，為屯門南的乘客提供過海巴士服務前港島不同目的地；然而，962系列屬下的路線編號甚多，令乘客不易識別巴士路線的服務範圍。同時，大部分小區均有4至5條過海路線，除了資源重疊，部分路線亦因途經多個小區而變得迂迴，未能為乘客提供直接前往香港島的服務。因此，城巴及運輸署於《2022-2023年度巴士路線計劃》內，建議重新編配部份962系列之中，途經青山公路的路線編號，其中962B、962E、962S線分別改稱952、952C及952P，以便乘客識別該等路線；當中此路線平日早上由置樂花園開往金鐘的班次，改為只於07:00前開出三班，由豪景花園開出之特別班次則延長由嘉龍村開出；早上繁忙時段由置樂花園至大欖涌經小欖交匯處及屯門公路開往港島的服務，則由952P線加強服務替代，該線由掃管笏開出之特別班次加至三班車。為配合上述改動，962線早上時段由龍門居開出的尾車提早至07:00開出，原有由青山公路－掃管笏段近香港黃金海岸開出的特別班次，亦歸入952P線運作。建議獲區議會通過後，上述編號及服務重組於2022年7月25日起實施，同時另一條深宵路線962N亦獲更改路線編號為N952。
2022年10月31日起，952P線提早星期一至五由屯門（置樂花園）開出頭班車時間至07:05，並調整隨後班次的開出時間，一星期後（即11月7日），該線取消在軒尼詩道近崇光百貨的分站，並在軒尼詩道灣仔消防局外和怡和街近百德新街增設中途站。
2023年5月29日起，952C線上午繁忙時段班次增至三班，下午繁忙時段班次則增至兩班；952P線由掃管笏開出特別班次增至四班車，並改由掃管笏路東行近掃管笏村開出，掉頭往西行綫後繞經管翠路近管翠路18號再返回掃管笏路及原有路線，原有位於掃管笏路西行近星堤之分站則予以取消；952P線由香港黃金海岸開出特別班次亦提前至黃金泳灘開出，服務時間延後五分鐘至07:35。
2025年5月12日：952線星期一至五由嘉龍村開出之特別班次頭班車時間提早至07:18，並取消由馬灣碼頭開出之特別班次;952P線星期一至五由屯門（置樂花園）開出之頭班車時間提早至07:00；由黃金泳灘開出之特別班次提早兩分鐘開出。

## 服務時間及班次
952線於星期一至六上午繁忙時間過後，以及在星期日及公眾假期全日提供往返屯門及銅鑼灣之服務。以下服務時間及班次資訊以最近一次更新時為准。
| 屯門（置樂花園）開 | 屯門（置樂花園）開 | 屯門（置樂花園）開 | 銅鑼灣（摩頓台）開   | 銅鑼灣（摩頓台）開 | 銅鑼灣（摩頓台）開 |
| 日期               | 服務時間           | 班次（分鐘）       | 日期                 | 服務時間           | 班次（分鐘）       |
| ------------------ | ------------------ | ------------------ | -------------------- | ------------------ | ------------------ |
| 星期一至五         | 09:14－10:02       | 12                 | 星期一至四           | 09:10－14:10       | 25                 |
| 星期一至五         | 10:02－11:02       | 10                 | 星期一至四           | 14:10－14:50       | 20                 |
| 星期一至五         | 11:02－11:50       | 12                 | 星期一至四           | 14:50－16:50       | 15                 |
| 星期一至五         | 11:50－14:20       | 15                 | 星期一至四           | 16:50－17:40       | 10                 |
| 星期一至五         | 14:20－19:20       | 20                 | 星期一至四           | 17:40－18:16       | 12                 |
| 星期一至五         | 19:20－21:25       | 25                 | 星期一至四           | 18:16－20:00       | 13                 |
| 星期一至五         | 21:25－23:55       | 30                 | 星期一至四           | 20:00－22:30       | 15                 |
| 星期六             | 09:15－12:15       | 12                 | 星期一至四           | 22:30－00:30       | 20                 |
| 星期六             | 12:15－15:00       | 15                 | 星期五及公眾假期前夕 | 09:10－14:10       | 25                 |
| 星期六             | 15:00－17:40       | 20                 | 星期五及公眾假期前夕 | 14:10－14:50       | 20                 |
| 星期六             | 17:40－21:25       | 25                 | 星期五及公眾假期前夕 | 14:50－16:50       | 15                 |
| 星期六             | 21:25－23:55       | 30                 | 星期五及公眾假期前夕 | 16:50－17:40       | 10                 |
| 星期日及公眾假期   | 06:00－07:00       | 20                 | 星期五及公眾假期前夕 | 17:40－18:04       | 12                 |
| 星期日及公眾假期   | 07:00－08:00       | 12                 | 星期五及公眾假期前夕 | 18:04－20:01       | 13                 |
| 星期日及公眾假期   | 08:00－10:00       | 10                 | 星期五及公眾假期前夕 | 20:01－20:15       | 14                 |
| 星期日及公眾假期   | 10:00－12:00       | 12                 | 星期五及公眾假期前夕 | 20:15－21:15       | 15                 |
| 星期日及公眾假期   | 12:00－15:00       | 15                 | 星期五及公眾假期前夕 | 21:15－22:15       | 12                 |
| 星期日及公眾假期   | 15:00－17:40       | 20                 | 星期五及公眾假期前夕 | 22:15－22:30       | 15                 |
| 星期日及公眾假期   | 17:40－21:25       | 25                 | 星期五及公眾假期前夕 | 22:30－00:30       | 20                 |
| 星期日及公眾假期   | 21:25－23:55       | 30                 | 星期六               | 09:10－11:40       | 25                 |
|                    |                    |                    | 星期六               | 11:40－17:00       | 20                 |
| 17:00－22:30       | 15                 |                    | 星期六               |                    |                    |
| 22:30－00:30       | 20                 |                    | 星期六               |                    |                    |
| 星期日及公眾假期   | 06:00－13:30       | 25                 |                      |                    |                    |
| 星期日及公眾假期   | 13:30－14:10       | 20                 |                      |                    |                    |
| 星期日及公眾假期   | 14:10－22:10       | 15                 |                      |                    |                    |
| 星期日及公眾假期   | 22:10－00:30       | 20                 |                      |                    |                    |

952線設有只在星期一至六（公眾假期除外）上午繁忙時間單向前往金鐘（西），和在星期一至五由菲林明道單向前往屯門（置樂花園）之特別班次，列表如下：
| 路線                              | 服務日期   | 服務時間                   | 班次 （分鐘）              |
| --------------------------------- | ---------- | -------------------------- | -------------------------- |
| 屯門（置樂花園）→金鐘（西）       | 星期一至五 | 06:15、06:26、06:38、06:50 | 06:15、06:26、06:38、06:50 |
| 屯門（置樂花園）→金鐘（西）       | 星期六     | 06:15、06:33、06:49        | 06:15、06:33、06:49        |
| 嘉龍村→金鐘（西）                 | 星期一至五 | 07:18－08:39               | 5－8                       |
| 嘉龍村→金鐘（西）                 | 星期一至五 | 08:39－09:19               | 11－15                     |
| 嘉龍村→金鐘（西）                 | 星期六     | 07:26－09:19               | 18－20                     |
| 灣仔（菲林明道）→屯門（置樂花園） | 星期一至五 | 18:07                      | 18:07                      |

952C線往太古（康怡廣場）方向於星期一至五上午繁忙時間在固定時間開出三班常規班次，往太古（康怡廣場）方向於星期一至五下午繁忙時間在固定時間開出兩班常規班次，星期六、日及公眾假期不設服務，列表如下：
| 掃管笏開 | 鰂魚涌（新威園）開 |
| -------- | ------------------ |
| 07:12    | 18:00              |
| 07:24    | 18:15              |
| 07:36    | 不適用             |

952P線於星期一至六（公眾假期除外）上午繁忙時間提供由屯門單向往銅鑼灣之服務，列表如下：
| 開出地點         | 服務日期   | 服務時間                   | 班次 （分鐘）              |
| ---------------- | ---------- | -------------------------- | -------------------------- |
| 屯門（置樂花園） | 星期一至五 | 07:00－07:30               | 12－13                     |
| 屯門（置樂花園） | 星期一至五 | 07:30－08:27               | 8－12                      |
| 屯門（置樂花園） | 星期一至五 | 08:27－08:57               | 15                         |
| 屯門（置樂花園） | 星期六     | 07:13－08:41               | 10－12                     |
| 屯門（置樂花園） | 星期六     | 08:57                      |                            |
| 掃管笏           | 星期一至五 | 07:15、07:30、07:40、07:50 | 07:15、07:30、07:40、07:50 |
| 黃金泳灘         | 星期一至五 | 07:33                      | 07:33                      |

N952線每個方向於每日在固定時間開出兩班常規班次，列表如下：
| 屯門（置樂花園）開 | 銅鑼灣（摩頓臺）開 |
| ------------------ | ------------------ |
| 05:10              | 00:50              |
| 05:40              | 01:10              |

## 收費
952和952P線全程收費為$24.2，而952C線收費為$27.3，N952線收費則為$36.7。四線均設有12歲以下小童及65歲或以上長者半價優惠，當中60歲－64歲香港居民、65歲或以上長者與合資格殘疾人士如以指定八達通繳付四線車資，均可享有每程$2.0或全費（以較低者為準）的票價優惠。此外，乘客亦可使用指定電子支付工具繳付車資，使用此支付方式的乘客可享有與其他城巴／新巴獨營路線或聯營線城巴／新巴班次之轉乘優惠，惟不適用於與非城巴／新巴路線之轉乘優惠，乘客亦不能享有「公共交通費用補貼計劃」及「長者及合資格殘疾人士公共交通票價優惠計劃」。
952及952P線沿途單向分段收費如下：
| 上車地點＼落車地點     | 銅鑼灣（摩頓台） | 屯門（置樂花園） |
| ---------------------- | ---------------- | ---------------- |
| 西區海底隧道巴士轉乘站 | $12.2            | $17.9            |
| 港澳碼頭起             | $7.7             | 不適用           |
| 碧堤半島起             | 不適用           | $9.0             |
| 豪景花園起             | 不適用           | $7.4             |
| 大欖涌起               | 不適用           | $6.1             |

952C線沿途單向分段收費如下：
| 上車地點＼落車地點     | 太古（康怡廣場） | 屯門（置樂花園） |
| ---------------------- | ---------------- | ---------------- |
| 砵典乍街               | 不適用           | $24.2            |
| 西區海底隧道巴士轉乘站 | $14.1            | $17.9            |
| 歌頓道起               | $8.5             | 不適用           |
| 碧堤半島起             | 不適用           | $9.0             |
| 豪景花園起             | 不適用           | $7.4             |
| 大欖涌起               | 不適用           | $6.1             |

N952線沿途單向分段收費如下：
| 上車地點＼落車地點     | 銅鑼灣（摩頓台） | 屯門（置樂花園） |
| ---------------------- | ---------------- | ---------------- |
| 西區海底隧道巴士轉乘站 | $18.9            | $27.1            |
| 港澳碼頭起             | $11.3            | 不適用           |
| 碧堤半島起             | 不適用           | $13.6            |
| 豪景花園起             | 不適用           | $11.2            |
| 大欖涌起               | 不適用           | $9.0             |

## 用車
952線使用最少15輛雙層空調巴士提供服務，952P線則使用最少9輛雙層空調巴士。和大部分過海隧道巴士路線般，此系列路線主要用車為Enviro500 MMC Facelift 12.8米（6301－6497）為主，於上午繁忙時間更可採用來自城巴機場快線車隊的Enviro500 MMC 12米客車版（8000－8065）及其12.8米版本（6800－6871）行駛。

## 行車路線
952線往銅鑼灣（摩頓臺）方向之常規班次途经青海圍、青山公路－青山灣段、青山公路－掃管笏段、青山公路－大欖段、南行支路、屯門公路巴士轉乘站（往九龍方向）、北行支路、青山公路－大欖段、青山公路－青龍頭段、青山公路－深井段、支路、屯門公路、青朗公路、青衣西北交匯處、長青公路、長青隧道、青葵公路、西九龍公路、西區海底隧道、干諾道西、干諾道中、民吉街、統一碼頭道、民吉街、干諾道中、夏慤道、紅棉路、金鐘道、軒尼詩道、怡和街及銅鑼灣道；往金鐘（西）之特別班次則會在駛抵金鐘道後，改經添馬街及德立街駛入金鐘（西）巴士總站，亦不會駛入屯門公路巴士轉乘站；往屯門（置樂花園）方向之班次途经摩頓臺、高士威道、禮頓道、伊榮街、邊寧頓街、怡和街、軒尼詩道、金鐘道、皇后大道中、畢打街、干諾道中、干諾道西、西區海底隧道、西九龍公路、青葵公路、長青隧道、長青公路、青衣西北交匯處、青朗公路、屯門公路、支路、青山公路－深井段、青山公路－青龍頭段、青山公路－大欖段、屯門公路巴士轉乘站（往屯門方向）、青山公路－大欖段、大欖巴士迴旋處、青山公路－大欖段、青山公路－掃管笏段、青山公路－青山灣段及青海圍。各班次之具體停站請參考資訊框。
952C線往太古（康怡廣場）方向之班次途经掃管笏路、青山公路－掃管笏段、青山公路－大欖段、南行支路、屯門公路巴士轉乘站（往九龍方向）、北行支路、青山公路－大欖段、青山公路－青龍頭段、青山公路－深井段、支路、屯門公路、青朗公路、青衣西北交匯處、長青公路、長青隧道、青葵公路、西九龍公路、西區海底隧道、林士街天橋、民寶街、耀星街、龍和道、添華道、夏慤道、告士打道、維園道、歌頓道、電氣道、渣華道、英皇道及康山道；往掃管笏方向之班途经英皇道、清風街天橋、維園道、告士打道、夏慤道、夏慤道天橋、干諾道中、林士街天橋、干諾道西天橋、西區海底隧道、西九龍公路、青葵公路、長青隧道、長青公路、青衣西北交匯處、青朗公路、屯門公路、支路、青山公路－深井段、青山公路－青龍頭段、青山公路－大欖段、屯門公路巴士轉乘站（往屯門方向）、青山公路－大欖段、青山公路－掃管笏段及掃管笏路，具體停站請參考資訊框。
952P線往銅鑼灣（摩頓臺）方向之班次途经青海圍、青山公路－青山灣段、青山公路－掃管笏段、青山公路－大欖段、大欖巴士迴旋處、青山公路－大欖段、南行支路、屯門公路巴士轉乘站（往九龍方向）、北行支路、青山公路－大欖段、南行支路、屯門公路、青朗公路、青衣西北交匯處、長青公路、長青隧道、青葵公路、西九龍公路、西區海底隧道、干諾道西、干諾道中、民吉街、統一碼頭道、民吉街、干諾道中、夏慤道、紅棉路、金鐘道、軒尼詩道、怡和街及銅鑼灣道；由掃管笏開出之特別班次則在途經掃管笏路（東行）、掉頭、掃管笏路（西行）、管翠路及掃管笏路（西行）後，駛回青山公路－掃管笏段及原有路線。各班次之具體停站請參考資訊框。
N952線往銅鑼灣（摩頓臺）方向之班次途经青海圍、青山公路－青山灣段、青山公路－掃管笏段、掃管笏路、青山公路－掃管笏段、青山公路－大欖段、南行支路、屯門公路巴士轉乘站（往九龍方向）、北行支路、青山公路－大欖段、青山公路－青龍頭段、青山公路－深井段、屯門公路、青朗公路、青衣西北交匯處、長青公路、長青隧道、青葵公路、西九龍公路、西區海底隧道、干諾道西、干諾道中、民吉街、統一碼頭道、民吉街、干諾道中、夏慤道、紅棉路、金鐘道、軒尼詩道、怡和街及銅鑼灣道；往屯門（置樂花園）方向之班次途經摩頓臺、高士威道、禮頓道、伊榮街、邊寧頓街、怡和街、軒尼詩道、金鐘道、皇后大道中、畢打街、干諾道中、干諾道西、西區海底隧道、西九龍公路、青葵公路、長青隧道、長青公路、青衣西北交匯處、青朗公路、屯門公路、支路、青山公路－深井段、青山公路－青龍頭段、青山公路－大欖段、屯門公路巴士轉乘站（往屯門方向）、青山公路－大欖段、青山公路－大欖段、大欖巴士迴旋處、青山公路－掃管笏段、掃管笏路、青山公路－掃管笏段及青山公路－青山灣段，具體停站請參考資訊框。